# کارولین مورتیمر
کارولین مورتیمر (انگلیسی: Caroline Mortimer؛ ‏ ۱۲ مارس ۱۹۴۲ – ۲۰ سپتامبر ۲۰۲۰) بازیگر اهل بریتانیا بود.
از فیلم‌ها یا برنامه‌های تلویزیونی که وی در آن نقش داشته‌است می‌توان به مزدور، مکانی برای عشاق، کلئوپاتراها، نیروی عظیم و فضا: ۱۹۹۹ اشاره کرد.